# Synema scalare
Synema scalare är en spindelart som beskrevs av Embrik Strand 1913. Synema scalare ingår i släktet Synema och familjen krabbspindlar. Inga underarter finns listade i Catalogue of Life.